# Local service district
Een local service district (LSD) is een type van lokaal bestuur dat gebruikt wordt in Newfoundland en Labrador (en tot 2023 ook in New Brunswick), twee provincies in het oosten van Canada. LSD's bieden er beperkte overheidsdiensten aan in kleine gemeenschappen die zich in gemeentevrij gebied bevinden. Een LSD kan zowel een enkele gemeenschap als verschillende aan elkaar grenzende gemeenschappen omvatten.

## Bevoegdheden
De bevoegdheden van local service districts omvatten de brandweer, straatverlichting, riolering, watervoorziening, vuilnisophaling, animal control en het sneeuwvrij maken van lokale wegen. De overheid van Newfoundland en Labrador voerde een wetswijziging door die LSD's sinds 1 januari 2025 ook het recht geeft om recreatiefaciliteiten te bezitten en uit te baten.
Besluiten van LSD's moesten, anders dan besluiten van een gemeente, altijd door de bevoegde provinciale minister van lokaal bestuur en leefmilieu goedgekeurd worden alvorens geldig te zijn. De voornoemde wetswijziging van 2025 schrapte een groot deel van dit ministerieel toezicht echter.
LSD's hebben anders dan gemeenten niet het recht om belastingen te heffen op bijvoorbeeld eigendom of inkomen. Ze halen hun inkomsten daarentegen uit vaste tarieven die ze via facturen aanrekenen voor bepaalde diensten zoals de brandweer of vuilnisophaling. Er zijn veel LSD's die betalen om van zulke diensten van een naburige gemeente gebruikt te kunnen maken, waarna deze kost doorgerekend wordt.
Daarnaast kunnen ze gebruik maken van eventueel aangereikt belastinggeld door de bevoegde minister. Ook kan een LSD, in tegenstelling tot een gemeente, bijvoorbeeld geen beleid rond ruimtelijke ordening voeren.

## Vergelijking naar provincie
In New Brunswick had iedere gemeentevrije gemeenschap een LSD of een andere vorm van beperkt lokaal bestuur. In Newfoundland en Labrador is dat echter op verschillende plaatsen niet het geval. Daar kan immers enkel op vraag van een lokale gemeenschap zelf een local service district opgericht worden; zo niet is er simpelweg geen lokaal bestuur en wordt het gebied dus rechtstreeks door de provincie bestuurd. Anno 2020 telde Newfoundland en Labrador 169 actieve LSD's.
Op 1 januari 2023 hielden alle New Brunswickse LSD's op met bestaan in het kader van een grootschalige wijzigingen in het lokale bestuur van die provincie.
De provincie Ontario kent met haar local services boards een gelijkaardig systeem.